# Technicolor Rainbow
Technicolor Rainbow beschreibt eine Dokumentensammlung der einzelnen Sicherheitsstandards des Verteidigungsministeriums der Vereinigten Staaten. Die einzelnen Sicherheitsstandards werden mit Farben bezeichnet, so gibt es zum Beispiel das Orange Book, welches der Bewertung und Zertifizierung der Sicherheit von Computersystemen als Standard dient.

## Arten von Standards

### NSA/NCSC Rainbow Series

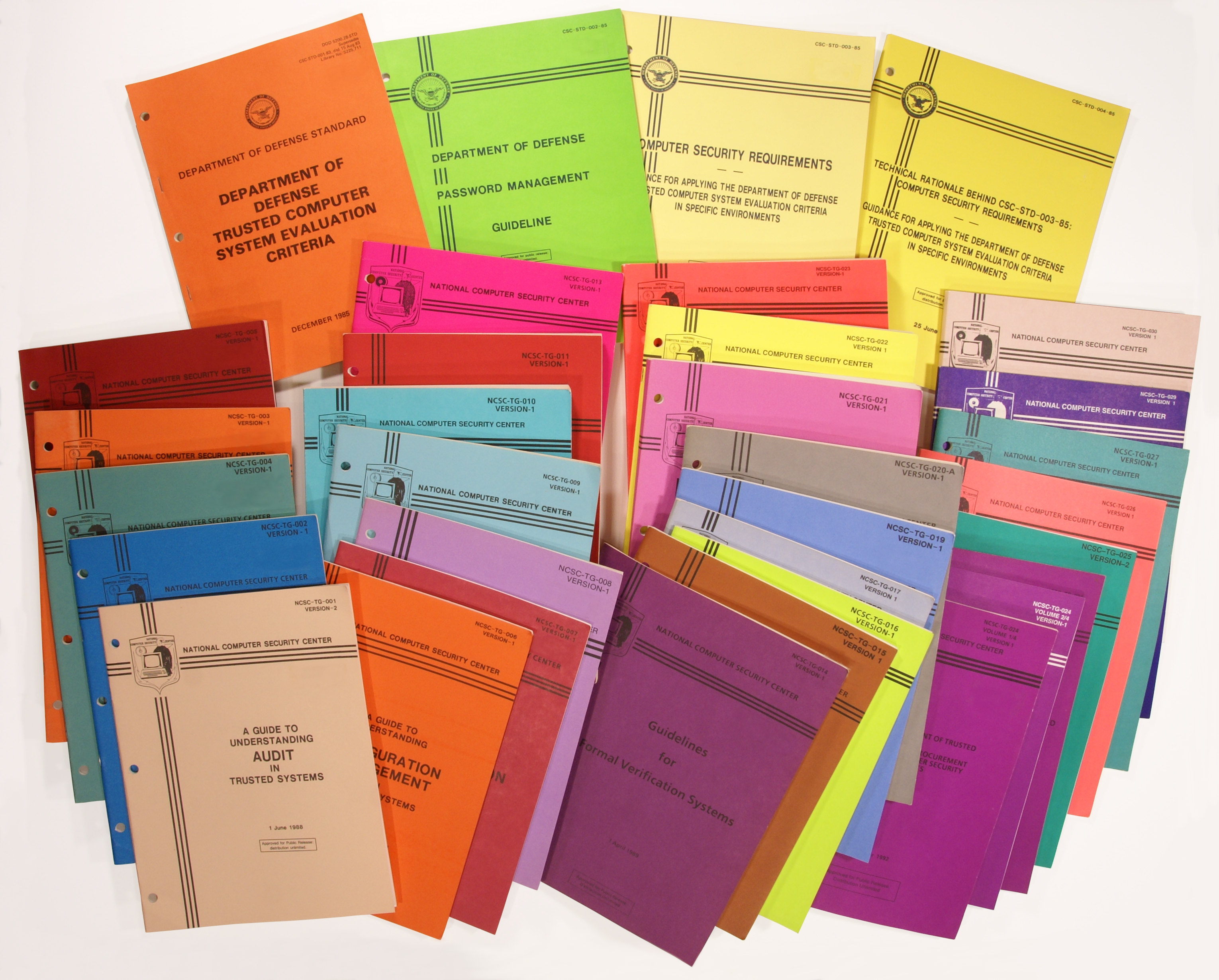
Eine komplette Sammlung der Technicolor Rainbow-Dokumente zur Computersicherheit

Offizielle National Security Agency / National Care Standards Commission Color-Books
- NCSC-TG-001 Tan Book
- NCSC-TG-002 Bright Blue Book
- NCSC-TG-003 Orange Book
- NCSC-TG-004 Aqua Book
- NCSC-TG-005 Red Book
- NCSC-TG-006 Orange Book
- NCSC-TG-007 Burgundy Book
- NCSC-TG-008 Lavender Book
- NCSC-TG-009 Venice Blue Book
- NCSC-TG-010 [NOT USED]
- NCSC-TG-011 Red Book
- NCSC-TG-013 Pink Book
- NCSC-TG-014 Purple Book
- NCSC-TG-015 Brown Book
- NCSC-TG-016 Yellow-Green Book
- NCSC-TG-017 Light Blue Book
- NCSC-TG-018 Light Blue Book
- NCSC-TG-019 Blue Book
- NCSC-TG-020A Grey/Silver Book
- NCSC-TG-021 Lavender/Purple Book
- NCSC-TG-022 Yellow Book
- NCSC-TG-023 [NOT USED]
- NCSC-TG-024 [NOT USED]
- NCSC-TG-025 Forrest Green Book
- NCSC-TG-026 Hot Peach Book
- NCSC-TG-027 Turquoise Book
- NCSC-TG-028 Violet Book
- NCSC-TG-029 Blue Book
- NCSC-TG-030 Light Pink Book

### Defense Department Rainbow Series
Offizielle Department of Defense Color-Books
- CSC-STD-005-85
- CSC-STD-001-83 Orange Book
- CSC-STD-002-85 Green Book
- CSC-STD-003-85 Light Yellow Book
- CSC-STD-004-85 Yellow Book II

## Verbindungen zur Hackerszene
Die Sicherheitsstandards sind eine große Hilfe für all diejenigen, die vorhaben, ein öffentliches Sicherheitssystem nach Schwachstellen zu untersuchen, da Technicolor Rainbow alle Vorgehensweisen der Sicherheitsstandards beschreibt.
Einen Zusatzschub an Bekanntheit erhielt Technicolor Rainbow durch einen kleinen Auftritt in dem Film Hackers, wobei dort noch weitere Bücher aufgezählt wurden, welche nicht zum NSA/NCSC/DoD Technicolor Rainbow gehören.

## Andere in Zusammenhang liegende Bücher
Diese Bücher stammen aus dem Film Hackers und werden fälschlicherweise dort zu Technicolor Rainbow dazugezählt
- International Unix Environment
- Computer Security Criteria – Standardwerk Verteidigungsministerium
- Pink Shirt Book – Nachschlagewerk für Programmierer von DOS
- Devil Book – „The Design and Implementation of the 4.3 BSD UNIX Operating System“
- Dragon Book – „Compilers: Principles, Techniques and Tools“

## Schlusswort
Rainbow Books beschreibt lediglich die Standards von Compact Discs und hat nichts mit Technicolor Rainbow zu tun.
Man kann sagen, dass die Technicolor Rainbow ein Leitfaden zur Computersicherheit ist, zumindest für die amerikanischen Behörden. Hackern erleichtern diese Lektüren die Arbeit, da sie nicht darauf angewiesen sind, Schwachstellen im System zu finden, da die Funktionsweisen bereits dokumentiert sind und Hacker lediglich nach passenden Stellen im System suchen müssen, indem sie sich einklinken.